# برنارد هوبكنز
برنارد هوبكنز مواليد 13 يناير 1973، هو لاعب كرة سلة إسباني بدأ مسيرته الاحترافية في سنة 1996. يبلغ طوله 6 قدم 6 بوصة (2.0 م).

## فرق لعب لها
- سي بي غران كناريا
- فالنسيا باسكت
- نادي بلد الوليد لكرة السلة
- أوبرادويرو لكرة السلة

## روابط خارجية
- برنارد هوبكنز على موقع الدوري الأوروبي لكرة السلة (الإنجليزية)
- برنارد هوبكنز على موقع الدوري الإسباني لكرة السلة (الإسبانية)
- برنارد هوبكنز على موقع كرة السلة الأوروبية.كوم (الإنجليزية)
- برنارد هوبكنز على موقع كلية كرة السلة في سبورتس رفرنس.كوم (الإنجليزية)
- برنارد هوبكنز على موقع ريلجم (الإنجليزية)
- برنارد هوبكنز على موقع بروبوليرز (الإنجليزية)
- برنارد هوبكنز على موقع سبورتس رفرنس (الإنجليزية)